# 上陸用舟艇

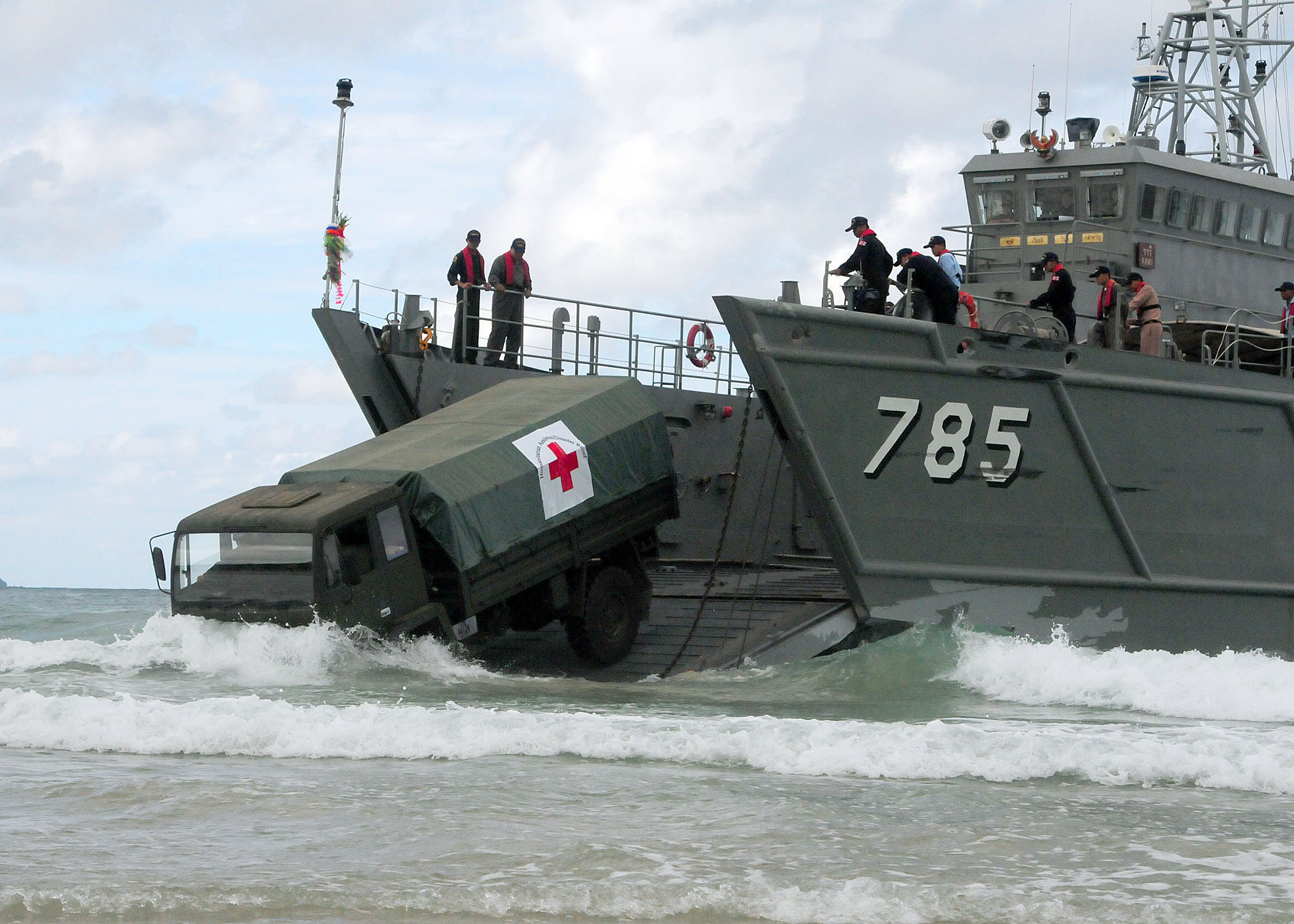
LCU 大型揚陸艇（タイ王国海軍）

上陸用舟艇（じょうりくようしゅうてい、Landing craft）は、軍用艦艇の一種であり、上陸戦や揚陸任務時に兵員・車両といった上陸部隊を乗せて短い距離を航走し、岸辺に接舷または直接乗り上げることで上陸させるための小型舟艇のことである。
大きさは様々であり、歩兵分隊を運べる程度のものから戦車を揚陸できるものまである。母艦となる揚陸艦と共に運用される場合が多い。

## 誕生の背景と運用法
通常の輸送船・輸送艦は、港湾設備に頼らず部隊や物資を直接海岸に揚陸する事は非常に困難である。多くの艦船はカッターなど連絡用舟艇を搭載していたが、敵前上陸作戦を行う場合にはこれらは適していなかった。連絡用途で作られた小型舟艇では積載量が限られ、搭載量を増した船体を作っても車両を含む重量物はクレーンでの作業を求められるなど急速上陸には向いておらず、敵前上陸時には防護力も不足していた。これらのことから、第一次世界大戦期から戦間期にかけて各国軍にて上陸作戦専門の舟艇である「上陸用舟艇」が作られた。特に第二次世界大戦期に劇的に発展し、海洋国家であるイギリス・アメリカ・日本によって各種の上陸用舟艇が開発され活躍している。
第二次世界大戦以後しばらくは、戦車揚陸艦（LST）など揚陸艦自身が直接海岸に揚陸（ビーチング）する方式も広く用いられたが、大きな艦船では舟艇に比べて喫水が深く揚陸可能な海岸が限定されることや、大型であるため攻撃を受けやすいなど、いくつかの課題があり、小型の舟艇は喫水が浅いので揚陸地点がかなり自由に選べ、部隊を分乗させることでリスク分散を図れるなどの利点が、航洋性の不足や搭載容量の限界といった不利な点を越えて選ばれ、エア・クッション型揚陸艇の実用化などもあって上陸用舟艇を用いる方式が主流となってきている。
多くの上陸用舟艇は、座礁を避けるため浅い喫水と平らな船底を持ち、上陸時に渡し板となる平らな船首を持つものが多い。こういった船体は凌波性が悪く外洋航海能力が無い。このため、上陸用舟艇の多くが外洋では母船・母艦となる艦船（輸送船や揚陸艦）に搭載され上陸地点近くの沖合いまで運ばれる。上陸用舟艇は兵員・車両を搭載して母艦を発進すると、自航して岸へと到達する。船首に渡し板を持つ形式では、岸にたどり着くと渡し板を倒し上陸部隊を吐き出す。エア・クッション型揚陸艇の場合はそのまま陸上に乗り上げてから部隊を下ろす。上陸用舟艇は母艦との間を往復して部隊や物資の揚陸作業に従事する。
渡河や少人数での秘匿上陸にゴムボートやSDV、ミゼットサブマリン等が使用される事があるが、通常は上陸用舟艇に含まれない。上陸用舟艇は人員・物資を大量に乗せる事ができるため、本来の任務以外に、交通船（フェリー）や艀として用いられる事がある。
なお、上陸用舟艇の大半は海軍に所属するが、国によっては陸軍や海兵隊に所属する場合もある。アメリカ陸軍やオーストラリア陸軍は、フェリー用や輸送支援用として上陸用舟艇を運用している。中国人民解放軍では、揚陸艦は海軍が運用し、上陸用舟艇は陸軍が運用している。モルディブのように沿岸警備隊が運用するケースもあり、この場合は本来の揚陸任務のほかに、港湾を持たない島への各種輸送任務（海岸にビーチングする）も兼ねている。

## 歴史
専用の上陸用舟艇の誕生以前は、カッターをタグボートや内火艇で曳航する方式などが用いられていた。
専用の舟艇としては第一次大戦中のガリポリ上陸作戦に向けて開発されたイギリス軍のXライターが元祖とされ、第二次上陸作戦時の1915年8月に実戦投入された。このXライターは天井部や操舵所、機関部に装甲を施した自走式の艀で、揚陸作業時には艇首から道板を繰り出して迅速に兵員の上陸を行えるようにしたものである。Xライターの使用実績は良好で、アメリカ軍や日本軍を筆頭とする各国軍はガリポリ戦の戦訓から近代的上陸用舟艇の必要性を認識した。艇首に渡し板を備える形式はその後の多くの上陸用舟艇に引き継がれている。
第一次大戦後と第二次大戦の間の戦間期には、世界各国で上陸用舟艇の研究が進められた。この時期に、船首を形成する板が前方に倒れてそのまま渡し板となる、典型的な方式が開発された。第二次大戦中にはさらに多様な物が生み出され、人員輸送用の小型のものから、LCTのように複数の戦車を輸送可能な大規模なものまで各種の舟艇が実用化された。これらは日中戦争における日本の上陸作戦、太平洋戦線における日米英の各上陸作戦、欧州西部戦線における米英のノルマンディー上陸作戦などといった多くの上陸作戦で使用されたほか、適度な輸送能力や運航の容易さから揚陸任務や雑用任務で幅広く用いられた。なお、ドック型揚陸艦に代表される上陸用舟艇を搭載運搬して迅速に発進させられる母艦機能を持った揚陸艦も、同様に日米英で開発されている。
第二次大戦後にはエアクッション艇が実用化されたが、依然として従来型の上陸用舟艇が主流であり続けている。

## 上陸用舟艇一覧

### 第二次世界大戦期

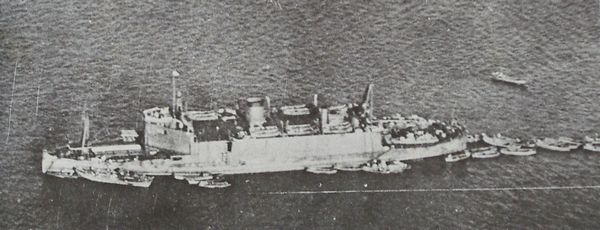
1938年10月、日中戦争バイアス湾上陸作戦において、船尾ハッチ等から格納庫内の大発・小発を発進ないし収容中の日本陸軍の特殊船（揚陸艦）「神州丸」

大日本帝国
- 小発動艇

日本陸軍の上陸用舟艇。兵員用の小型艇。海軍にも供与。
- 大発動艇

日本陸軍の上陸用舟艇。兵員・車両用の大型艇で主力となった形式。海軍にも供与。
- 特大発動艇

日本陸軍の上陸用舟艇。大発動艇の拡大型。

 イギリス
- LCA (Landing Craft Assault)

イギリス海軍の小型の上陸用舟艇。

 アメリカ合衆国

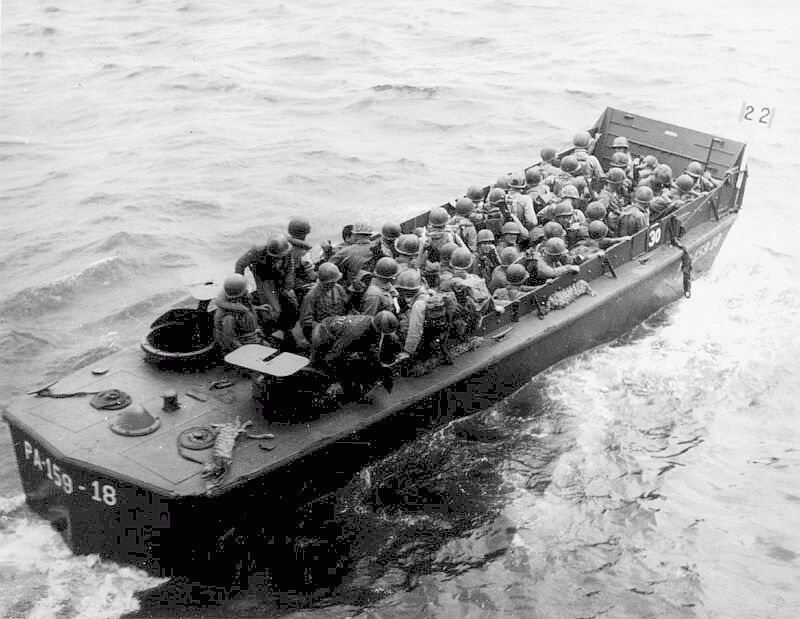
1945年4月、太平洋戦線沖縄の戦いにおいて、兵員を満載し上陸に向かうアメリカ軍のLCVP。ハスケル級攻撃輸送艦「ダーク」所属の18号艇

- LCI (Landing Craft Infantry)

アメリカ海軍・イギリス海軍の大型の揚陸舟艇。歩兵用。
- LCPL (Landing Craft Personnel(Large))

LCVP、LCMと並んでアメリカ海軍の主力揚陸用舟艇。
- LCT (Landing Craft Tank)

戦車揚陸用。同様の目的の戦車揚陸艦(LST)よりかなり小型。アメリカ陸軍・イギリス海軍で使用。
- LCVP ヒギンズ・ボート(Landing Craft, Vehicles, Personnel)

汎用小型上陸用舟艇。20,000隻以上製造された。アメリカ陸軍・アメリカ海兵隊で使用。
- MINI ATC（小型装甲兵員輸送艇）（外部リンク）

ベトナム戦争中、SEALs向けに開発された特殊作戦用の上陸用舟艇。アメリカ海軍、フィリピン海軍で使用。
メコン川流域での特殊作戦を想定しているが、内水での行動も可能。高速で浅水域を航行でき、セラミック装甲を有していたが、武装は貧弱であった。
現在はこの後継としてアメリカ海軍では河川特殊作戦舟艇が配備されている。

### 運用中
アメリカ合衆国
- LCM (Landing Craft Mechanized)

アメリカ陸軍・アメリカ海軍の中型の揚陸舟艇。発展型がイタリア海軍のサン・ジョルジョ級、スペイン海軍のフアン・カルロス1世、オーストラリア海軍のキャンベラ級に収容される。
- LCU

汎用揚陸艇。大型であり主力戦車も運べるものもある。アメリカ海軍、イギリス海兵隊、インド海軍他が使用。アメリカ陸軍も連絡・運搬用として使用。

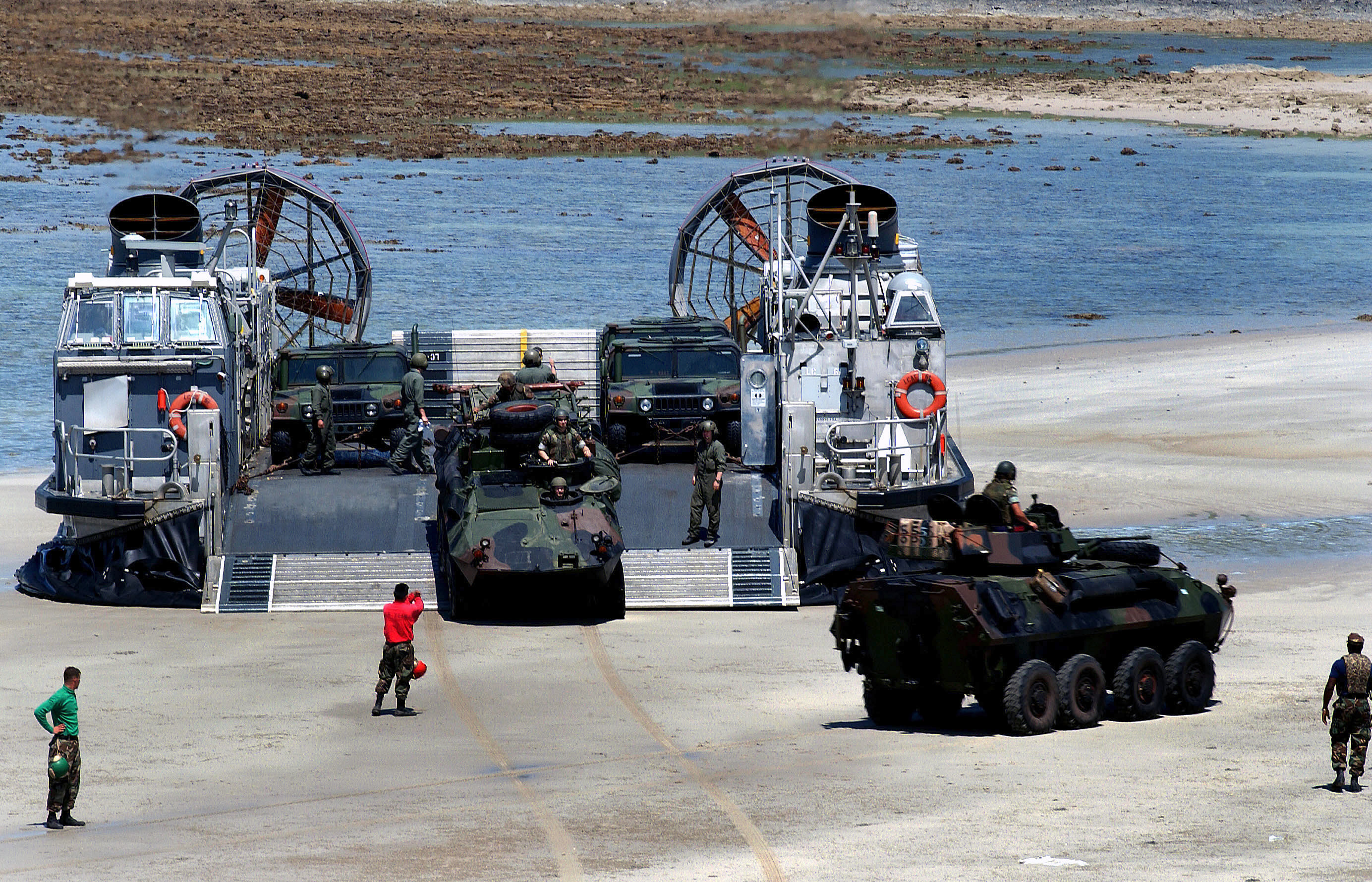
アメリカ海兵隊のエア・クッション揚陸艇（LCAC）

- LCAC（Landing Craft Air Cushion）

ホバークラフト型揚陸艇。アメリカ海軍、海上自衛隊が使用。大韓民国海軍の独島級にはほぼ同様の設計のソルゲ-631級エアクッション揚陸艇が収容される。
 インド
- Mk IV

インドで設計・製造されている汎用揚陸艇。全長62.8m。2017年から就役している。
 日本
- 輸送艇1号型

LCU型の輸送艇でLCACと平行して運用されている。エアクッション艇に比べて運用コストが安いため、平時の人員・物資輸送を主な任務としている。
 フランス
- EDIC型

小型独航型LCU。フランス海軍、マダガスカル海軍、レバノン海軍、セネガル海軍が使用。
- L-CAT（英語版）

LCUに分類されるフランス海軍の大型の汎用揚陸艇。エジプト海軍とフランス海軍のミストラル級に収容される。
双胴船型の船体を採用しているのが大きな特徴。双胴船型を採用する事により、上陸用舟艇の弱点である速力を上昇させる事ができると見られる。上陸時には甲板全体が昇降機によって地表の高さまで降下し、ランプを用いて乗降を行なう。
- CDIC型

小型独航型LCU。チリ海軍が使用。
 フィリピン
- 多用途襲撃艇

2009年より台湾の造船所が製造した襲撃艇。12隻がフィリピン海軍に在籍。重装備かつ高速航行が可能である事から哨戒や臨検にも使用されている。
 スウェーデン

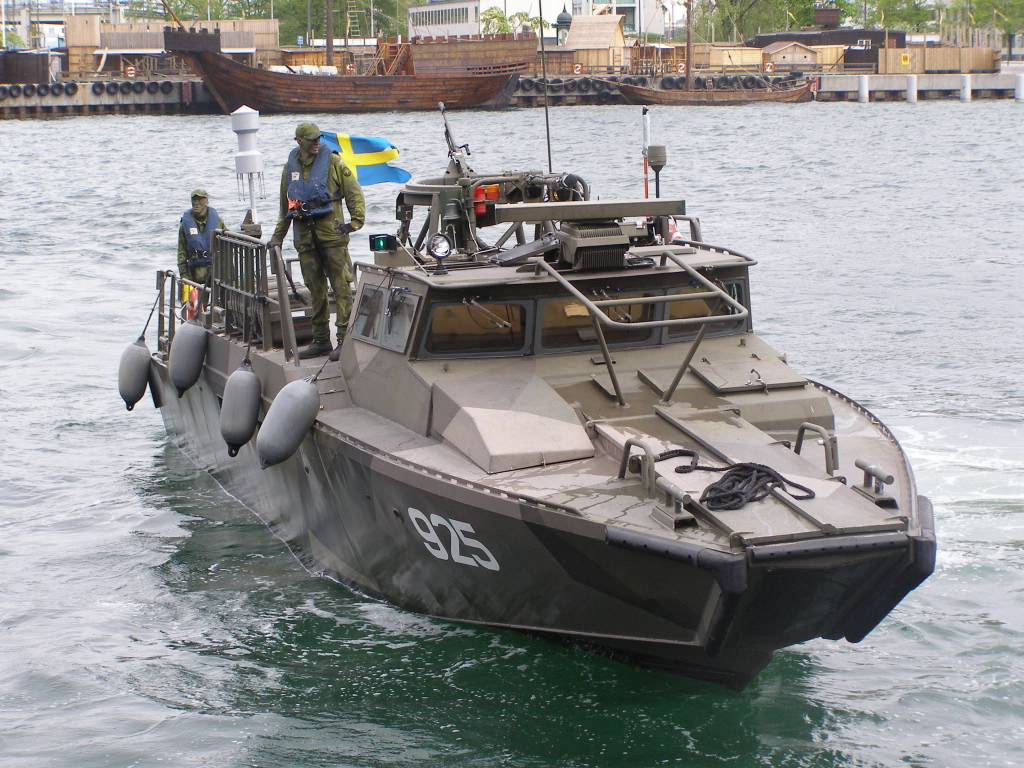
スウェーデンのCB90

- 襲撃艇（強襲艇、アサルトボートとも en:CB90-class fast assault craftなど）

小型の揚陸舟艇であり、20人程度の特殊部隊の運搬・上陸に使用。船首にハッチがあり、35ノット程度の高速で航行でき、機関砲・ロケットランチャー・ヘルファイア対戦車ミサイル（アメリカ海軍のみ）などで武装可能なのが特徴。高速で一定の人員を輸送でき、限定的な火力支援も可能である事から、洋上での臨検任務などにも投入されている。
アメリカ海軍では河川作戦用舟艇として採用しており、ライセンス建造した物を6隻保有している。このうちの1隻は、2016年にペルシア湾のイラン領海でイラン海軍に拿捕されている。
スウェーデン海軍・フィンランド海軍・マレーシア海軍・メキシコ海軍・ノルウェー海軍・アメリカ海軍他で運用。

 ロシア
- セルナ級揚陸艇
- ジュゴン級上陸用舟艇

 フィンランド
- ウイスコ型上陸用舟艇
- ユルモ型上陸用舟艇
- Jehu型上陸用舟艇